# Vodena varjača
Vodena varjača (hidrila, lat. Hydrilla), monotipski biljni rod iz porodice žabogrizovki. Jedina priznata vrsta je H. verticillata, danas raširena po svim kontinentima.
Hydrilla muscoides (Harv.) Planch., sinonim je za vrstu Lagarosiphon muscoides Harv., a Hydrilla japonica Miq. za Blyxa japonica (Miq.) Maxim. ex Asch. & Gürke.